# Широкохвістка гімалайська
Широкохвістка гімалайська (Horornis brunnescens) — вид горобцеподібних птахів родини Cettiidae.

## Поширення
Вид поширений в Гімалаях (Непал, Бутан та північ Індії). Його природними середовищами існування є помірні ліси, луки та чагарники.

## Опис
Дрібний птах, завдовжки до 11 см.

## Спосіб життя
Полює на дрібних комах у підліску і на землі.